# Willi Hermann
Wilhelm Hermann (* 23. November 1907 in Stockach; † 28. November 1977 in Konstanz) war ein früher Nationalsozialist und Komponist mehrerer im Bodensee-Raum bis heute bekannter Fasnachtslieder.

## Leben

### Bis zum Zweiten Weltkrieg
Geboren am 23. November 1907 in Stockach als Sohn des dortigen Stadtrechners August Hermann (1876–1949), besuchte Wilhelm Hermann die Volks- und danach die Bürgerschule in Stockach, später die Realschule in Meßkirch und schließlich die Rotteck-Oberrealschule in Freiburg im Breisgau. Dort erhielt er Deutsch-Unterricht von Gymnasialdirektor Friedrich Georg Ludin, dem in rechtsextrem-völkischen Kreisen bekannten Vater des späteren SA-Obergruppenführers und deutschen Gesandten in Preßburg, Hanns Elard Ludin. Willi Hermann legte im Frühjahr 1926 in Freiburg das Abitur ab. Danach nahm er, der seit 1927 auch als Laufnarr und in der Zimmerer-Gilde in der Stockacher Fasnacht aktiv war, ein Studium der Fächer Deutsch, Englisch, Geschichte und Französisch zum Wintersemester 1926/27 an der Albert-Ludwigs-Universität Freiburg auf. Als Studienorte folgten München (1927), Wien (1928), Paris (Sommerkurs 1928) und Heidelberg (1928/29). Dann kehrte Hermann nach Freiburg zurück. Ein Staatsexamen legte der wenig zielstrebige, mehr an „Musik und Kunst“ interessierte Student nicht ab, daran scheiterte er zwischen 1931 und 1933 dreimal. Das Badische Innenministerium teilte ihm daraufhin im Frühjahr 1934 mit: „Ihre nochmalige Zulassung zur Prüfung ist ausgeschlossen“. Ohne Staatsexamen blieb Willi Hermann sein erstrebter Beruf als Gymnasiallehrer verschlossen, er blieb finanziell zunächst weiterhin von seinen Eltern abhängig.
Im Sommer 1931 trat er in die NSDAP ein; sein offizielles Beitrittsdatum lautet aus parteiintern-organisatorischen Gründen allerdings erst auf den 1. August 1932 (Mitgliedsnummer 1.243.925).
Willi Hermanns Vater August Hermann wurde am 18. Mai 1933 – also nach der „Machtergreifung“ Hitlers – durch den Stockacher Gemeinderat zum Bürgermeister bestimmt; er wurde jedoch infolge einer 1933 verhängten Aufnahmesperre für Neumitglieder erst zum 1. Mai 1937 NSDAP-Mitglied. Aufgrund einer Affäre um ungedeckte Schecks musste August Hermann jedoch Anfang 1938 von seinem Bürgermeisteramt zurücktreten. Er wurde durch Adolf Wendling (1884–1951), den NS-Bürgermeister von Stetten am kalten Markt, ersetzt. August Hermann zog daraufhin mit seiner Ehefrau nach Konstanz, wo er seinen durch ein Ruhegehalt und Nebenverdienste als „Rechnungssteller“ finanzierten Lebensabend verbrachte.
Vater und Sohn Hermann waren im Nationalsozialismus aktive Teilnehmer der Stockacher Fasnacht.
Willi Hermann trat 1933 in die allgemeine SS ein (SS-Ausweisnummer 143.921) und wurde mit den Geschäften des Sturmschreibers und Sturmbannschulungsleiters des Stockacher SS-Sturms 9/79 im Dienstrang eines SS-Scharführers (entspr.: Unterfeldwebel) betraut. Zu seinem Dienst in der SS schrieb Willi Hermann in der Nachkriegszeit rückblickend: „An den Judenaktionen war ich nicht beteiligt, da ich damals nicht mehr in der SS war“.
Der neue Kreisleiter der Stockacher NSDAP, Ernst Bäckert (1899–1962), berief den 27-jährigen Hermann im Herbst 1935 in die Stockacher Leitung der NS-Gemeinschaft „Kraft durch Freude“ (KdF), die als Untergliederung der Deutschen Arbeitsfront (DAF) seit kurzem in den Sommermonaten die KdF-Bodensee-Reisenden aus dem Rheinland und Westfalen zu betreuen hatte. Von da an wurde Willi Hermann als NS-Schulungs- und Propaganda-Redner eingesetzt und vom aktiven SS-Dienst freigestellt. Er übernahm die Leitung des Volksbildungswerks innerhalb der „KdF“ im Kreis Stockach. Zu seinen Aufgaben zählte die politische Beeinflussung der KdF-Reisenden im Sommer sowie der Bevölkerung des ländlich geprägten Stockacher Umlandes im übrigen Jahr. Hermann sprach beispielsweise Ende Januar 1936 bei einem Schulungsabend in Homberg-Münchhöf über das „Deutschbewusstsein“ oder am 25. Januar 1936 vor NS-Funktionären aus Volkertshausen, Steißlingen, Stahringen und Wahlwies im Stockacher Kreisschulungslager über die „Nationalsozialistische Weltanschauung“. Zudem organisierte Willi Hermann Unterhaltungsabende für KdF-Urlauber und Einheimische.
Außerdem war Willi Hermann in den 1930er Jahren im „Hilfsbund der Deutsch-Österreicher“ engagiert.
1936 trat Hermann aus der katholischen Kirche aus und bezeichnete sich fortan als „gottgläubig“.
Ab 15. Juli 1936 wurde Hermann vom Karlsruher Gauleiter Robert Wagner (1895–1946) in der Karlsruher Gauleitung eingesetzt, und zwar in dem für die politische und weltanschauliche Erziehung der badischen NS-Funktionäre zuständigen Gauschulungsamt. Bevor er seinen Dienst in Karlsruhe antrat, nahm der Kreishauptstellenleiter und Kdf-Schulungsreferent Hermann vom 10. Juni bis 1. Juli 1936 an einem Kurs auf der Reichsschulungsburg in Hirschberg im Riesengebirge teil. Im Gauschulungsamt verrichtete Hermann organisatorische Arbeiten, vor allem die Ausstellung von Einberufungspapieren der zu Schulungslehrgängen beorderten NS-Funktionäre, den sogenannten Politischen Leitern. Zusammen mit seinem Vorgesetzten, dem Gauschulungsleiter Wilhelm Hartlieb (geb. 1898), verfasste Willi Hermann u. a. einen rund 30-seitigen, von Gauleiter Robert Wagner genehmigten „Arbeitsplan für weltanschaulich-politische Schulung“, der ab September 1937 in Baden von NS-Funktionären als Leitlinie zur ideologischen Schulung der Bevölkerung genutzt wurde. Für das Gauschulungsamt hielt Hermann auch in Karlsruhe und Umgebung öffentlich Vorträge im Sinne der NS-Ideologie.
Dabei trat er anfangs in Zivil und mit dem NSDAP-Parteiabzeichen am Revers auf. Eine Partei-Uniform erhielt er zum 1. Mai 1939, als er zum kommissarischen Gaustellenleiter aufstieg. Am 20. Mai 1939 wurde er in einer statistischen Erhebung des Gauschulungsamts mit dem Dienstgrad „Gaustellenleiter“ und der Dienststellung „Gauhauptstellenleiter“ erfasst. Das deckt sich nicht mit seinen Angaben in der Nachkriegszeit, in denen er behauptete, erst 1943 zum Gauhauptstellenleiter aufgestiegen zu sein und davon brieflich als Soldat in Griechenland erfahren zu haben.
In Personalunion bekleidete Hermann zudem das Amt eines Stellenleiters im Kreispropagandaamt Karlsruhe. Der dortige NSDAP-Kreisleiter Willi Worch (1896–1972) urteilte auf einem „Begutachtungsbogen“ vom Juni 1938 über seinen Kreisstellenleiter Hermann: „sehr gut als Redner [...] absolut gefestigt im Sinne der NSDAP“.
In Karlsruhe heiratete Willi Hermann zum ersten Mal, seine Tochter kam bald darauf zur Welt. An seinem neuen Wohnort in Knielingen bei Karlsruhe übernahm er die Funktion des NSDAP-Ortsgruppenleiters, was er auf dem Fragebogen der Militärregierung in der Nachkriegszeit unterschlug. In dieser Funktion nahm er vom 11. bis 30. April 1939 an einem Lehrgang auf der Gauschulungsburg in Frauenalb teil.

### Während des Zweiten Weltkriegs
Am 12. September 1940 wurde Willi Hermann zur Wehrmacht eingezogen, und zwar zur 2. Kompanie des Infanterie-Ersatz-Bataillons 390 in Neckarsulm. Nach der infanteristischen Grundausbildung wurde er im Dezember 1940 mit dem Dienstgrad Schütze zur 3. Kompanie des Landesschützen-Bataillons 421 befohlen, das im Militärverwaltungsbezirk A in Nordwestfrankreich 1941/42 im Raum Évreux in der Normandie, dann in Amiens, danach als „bewegliche Reserve“ des Militärbefehlshabers in Mantes und schließlich wieder in Évreux als Sicherungseinheit stationiert war. Seine Beförderung zum Unteroffizier folgte im Mai 1942.
Im Sommer oder Herbst 1942 muss Willi Hermann im besetzten Frankreich straffällig geworden sein; unbekannt ist jedoch, was er sich zu Schulden kommen lassen hat. Im Mai 1943 wurde er in eines der Bewährungsbataillon der Wehrmacht strafversetzt, die von den Wehrmachtssoldaten treffend als „Strafbataillon“ bezeichnet wurden, und zwar zur 4. Kompanie des Festungs-Grenadierbataillons 909, die von Oberleutnant Helmut Sigeneger geführt wurde. Dieses Bataillon wurde in Hanau neu aufgestellt.
Besagtes Festungs-Grenadierbataillon 909, in dem Willi Hermann nun diente, wurde im August 1943 auf die griechische Insel Kefalonia – genauer: in die auf der dortigen Halbinsel Paliki gelegenen Hafenstadt Lixouri – verlegt. Nachdem das – zuvor mit dem Deutschen Reich verbündete – Italien am 8. September 1943 seinen Waffenstillstand vom 3. September 1943 mit Großbritannien und den USA bekanntgab, sollte das deutsche Festungs-Grenadierregiment 966 die italienische Division auf Kefalonia entwaffnen und in deutsche Kriegsgefangenschaft führen. Doch die Italiener leisteten ab dem 10. September 1943 bewaffneten Widerstand gegen ihre Gefangennahme. In den folgenden Tagen wurden auf Kefalonia mindestens 2500 (und bis zu 5000) italienische Soldaten, die sich bereits ergeben hatten, kriegsvölkerrechtswidrig von deutschen Truppen erschossen. Die deutschen Verluste sollten sich auf 60 Tote, sieben Vermisste und 104 Verwundete summieren. Ob Willi Hermann selbst auf wehrlose italienische Kriegsgefangene geschossen hat oder ob er seiner Grenadier-Gruppe solche Erschießungen befohlen hat, kann nicht mehr geklärt werden; sicher ist jedoch, dass Hermanns Bataillon in dieses schwere Kriegsverbrechen verwickelt war.
Den Rückzug der Wehrmacht aus Griechenland ab Ende September 1944 erlebte Willi Hermann mit dem Festungs-Grenadierregiment 966 als Teil des XXII. Gebirgsjäger-Armeekorps. Die Rückzugsgefechte dieses Armeekorpses führten durch Albanien, Mazedonien und Serbien. Auf dem Balkan erlitt Hermann nach eigenen Angaben einen Kniedurchschuss und „schwere Erfrierungen“. Im Frühjahr 1945 war er Soldat in der „Alarmkompanie Dürrschnabel“ und geriet am 23. April 1945 an einem unbekannten Ort in amerikanische Kriegsgefangenschaft.

### Nach dem Zweiten Weltkrieg
Als Kriegsgefangener entschärfte Willi Hermann zwischen Juni 1945 und April 1946 in einer Munitionsarbeitskompanie vor allem in Frankreich Sprengstoff und Munition; eine lebensgefährliche Arbeit, die ihm mit 80 amerikanischen Cents pro Arbeitstag entschädigt wurde.
Nach der Entlassung aus der Kriegsgefangenschaft fiel er bei den Amerikanern unter den „Automatischen Arrest“; aufgrund seiner vormaligen Tätigkeit bei der Karlsruher Gauleitung fand er sich als Häftling in den Internierungslagern Darmstadt und Kornwestheim wieder. Von dort wurde er am 20. November 1947 in die von Frankreich betriebenen Internierungslager Lahr bzw. Freiburg überstellt. Hier durchlief er ein formales Entnazifizierungsverfahren, in dem er als „minderbelastet“ eingestuft wurde.
Seine Entlassung aus der Freiburger Lagerhaft erfolgte im Oktober 1948. Er siedelte nach Konstanz über, in die damalige Wohnung seiner Eltern am Luisenplatz.
Im Juli 1949 ließ Hermann sich von seiner ersten Ehefrau scheiden. Er heiratete im Juli 1952 ein zweites Mal. Auch aus dieser zweiten Ehe ging eine Tochter hervor.
Nach 1949 war Willi Hermann bei diversen Konstanzer Unternehmen tätig, zuerst als Bauhilfsarbeiter bei der Firma Leonhardt, der sich anfangs jeden Montag bei der französischen Gendarmerie zu melden hatte, später dann als einfacher Angestellter in der Textilbranche bei der Firma Herosé. Er führte fortan ein kleinbürgerlich-unauffälliges Leben.
Hermann trat in die evangelische Kirche ein.
In der Saalfasnacht in Konstanz konnte er ab den 1950er Jahren als Büttenredner und Komponist Anerkennung bei einem breiten Publikum erlangen. Hermann trat als Komponist der im Bodenseeraum bis heute bekannten Lieder „Ja, wenn der ganze Bodesee ein einzig Weinfass wär“ und „Mädle, wenn vuu Konstanz bisch, warum kaasch Du nit küsse …“ hervor. Er amtierte als Vizepräsident der Großen Konstanzer Narrengesellschaft Niederburg und wirkte ab 1961 insgesamt 16 Jahre lang im Kollegium des Stockacher Hohen Grobgünstigen Narrengerichts mit. In das dortige Kollegium wurde er von residenzpflichtigen Stockacher Mitgliedern gewählt – trotz seiner NS-Biografie, die unzweifelhaft in der 4000 Einwohner zählenden Kleinstadt bekannt gewesen sein muss.
Er verstarb unerwartet am 28. November 1977 an einem Herzinfarkt in Konstanz und wurde auf dem städtischen Hauptfriedhof beigesetzt.

## Quelle
- Jürgen Klöckler: Eine Ikone der Fasnacht am Bodensee – Zur NS-Vergangenheit des Konstanzer und Stockacher Fasnachters Willi Hermann. In: Schriften des Vereins für Geschichte des Bodensees und seiner Umgebung, Sonderdruck aus: 137. Heft, 2019, Jan Thorbecke Verlag 2019, https://web.archive.org/web/20200222204209/https://www.thorbecke.de/pdf/zusatz/978-3-7995-1726-3.pdf ; eingesehen am 11. Mai 2021,
- Jürgen Klöckler: Ein schweres Kriegsverbrechen an Italienern. Zur Rolle des späteren Konstanzer Fasnachtsliederkomponisten Willi Hermann im Zweiten Weltkrieg. In: Ders. (Hrsg.): Konstanz und Italien. Transalpine Beziehungen durch die Jahrhunderte. UVK Verlag, München 2023 (Kleine Schriftenreihe des Stadtarchivs Konstanz; 23), ISBN 978-3-7398-3232-6, S. 335–352.